# 唐津市立入野小学校
唐津市立入野小学校（からつしりつ いりのしょうがっこう）は、佐賀県唐津市肥前町入野にあった公立の小学校。
唐津市肥前地区の小学校3校（納所・田野・入野）の統合により、唐津市立肥前小学校が新設されたため、2024年（令和6年）3月末をもって閉校した。
なお、旧入野小校舎が新設の肥前小学校の校舎として継承されている。

## 概要

### 歴史
1875年（明治8年）に「入野小学校」として創立。2024年（令和6年）3月末に閉校し、148年の歴史に幕を下ろした。

### 校章
桜の花弁の絵を背景にして、中央に校名の「入野小」を図案化したものを置いている。

### 校歌
1967年（昭和42年）に制定。

### 分校
- 向島分校（むくしま）（休校中）
  - 〒857-1524 佐賀県唐津市肥前町向島194番地
  - 1881年（明治14年）9月に「納所小学校向島分教場」として創立。1947年（昭和22年）に「入野村立向島小学校」として独立。2010年（平成22年）に「唐津市立入野小学校向島分校」となり、2012年（平成24年）3月末に休校となっている。

## 沿革
- 1875年（明治8年）9月 - 入野村犬頭晴気浦に「入野小学校」が創立。[1]
- 1883年（明治16年）2月 - 統合により「公立納所小学校 入野分校」となる（納所の読みは「のうさ」）。
- 1886年（明治19年）- 「尋常納所小学校 入野分校」に改称。
- 1892年（明治25年）4月1日 - 入野分校と星賀分校が納所小学校より分離し、統合の上「入野尋常小学校」として独立。
  - この時、入野村および周辺の村の学校組合で入野高等小学校が設立され、尋常小学校に併設される。
- 1897年（明治30年）8月1日 - 高等科を併置の上、「入野尋常高等小学校」に改称（高等小学校を運営する学校組合が解消したため）。
- 1908年（明治41年）4月 - 小学校令が改正され、義務教育年限（尋常科の修業年限）が4年から6年に延長される。
- 1923年（大正12年）9月 - 現在地に移転を完了。
- 1932年（昭和7年）4月 - 星賀分教場を設置。尋常科1・2年生を収容。
- 1939年（昭和14年）6月 - 大鶴分教場を設置。尋常科1・2年生を収容。
- 1941年（昭和16年）4月1日 - 国民学校令施行により、「入野村入野国民学校」に改称。尋常科を初等科に改める。
- 1947年（昭和22年）4月1日 - 学制改革（六・三制の実施）により、国民学校初等科が改組され、「入野村立入野小学校」に改称。
  - 国民学校高等科は青年学校と統合の上、新制中学校「入野村立入野中学校」に改組された。小学校に併設の形をとる。
  - 星賀分教場を「星賀分校」、大鶴分教場を「大鶴分校」とする。
- 1950年（昭和25年）- 中学校校舎が完成し、併設を解消。
- 1954年（昭和29年）- 星賀分校校舎を増築。大鶴分校校舎を改築。本校校舎の第3棟（3教室）が完成。
- 1957年（昭和32年）12月 - 大鶴炭鉱（杵島炭鉱大鶴鉱業所）の閉山により、大鶴分校を廃止。

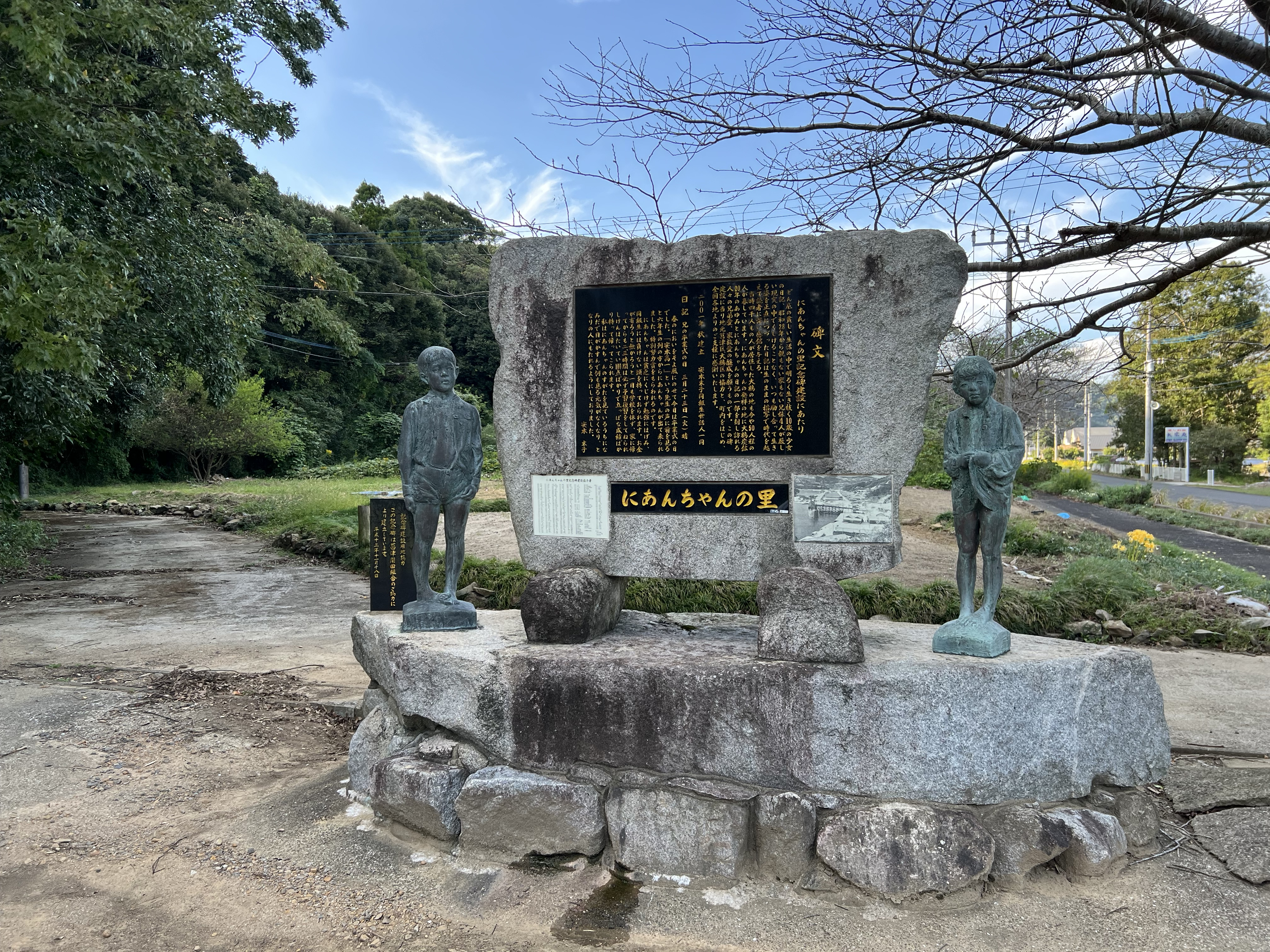
旧・大鶴分校跡

- 1958年（昭和33年）1月1日 - 入野村の町制施行で肥前町が発足。これにより「肥前町立入野小学校」に改称。
  - この時、入野村立入野中学校は肥前町立肥前中学校に改称。
- 1959年（昭和34年）12月 - 木造新校舎が完成。
- 1961年（昭和36年）
  - 2月 - 火災により、校舎の大部分を焼失。
  - 10月 - 鉄筋コンクリート造2階建て校舎（14教室）が完成。
- 1962年（昭和37年）11月 - 星賀分校校舎を3教室増築。
- 1966年（昭和41年）- 校舎6教室を増築。校旗を新調。
- 1967年（昭和42年）
  - 3月 - 校歌を制定。
  - 4月 - 特殊学級を設置。
- 1972年（昭和47年）3月 - 屋内運動場が完成。
- 1978年（昭和53年）4月 - 完全給食を開始。
- 1981年（昭和56年）10月 - プールが完成。
- 1986年（昭和61年）8月 - 校舎の大改修を完了。
- 1987年（昭和62年）2月 - 星賀分校校舎を増築。
- 1990年（平成2年）2月 - 本校校舎を増築。
- 2004年（平成16年）3月31日 - 星賀分校を廃止。跡地は星賀わんぱくランドになっている。

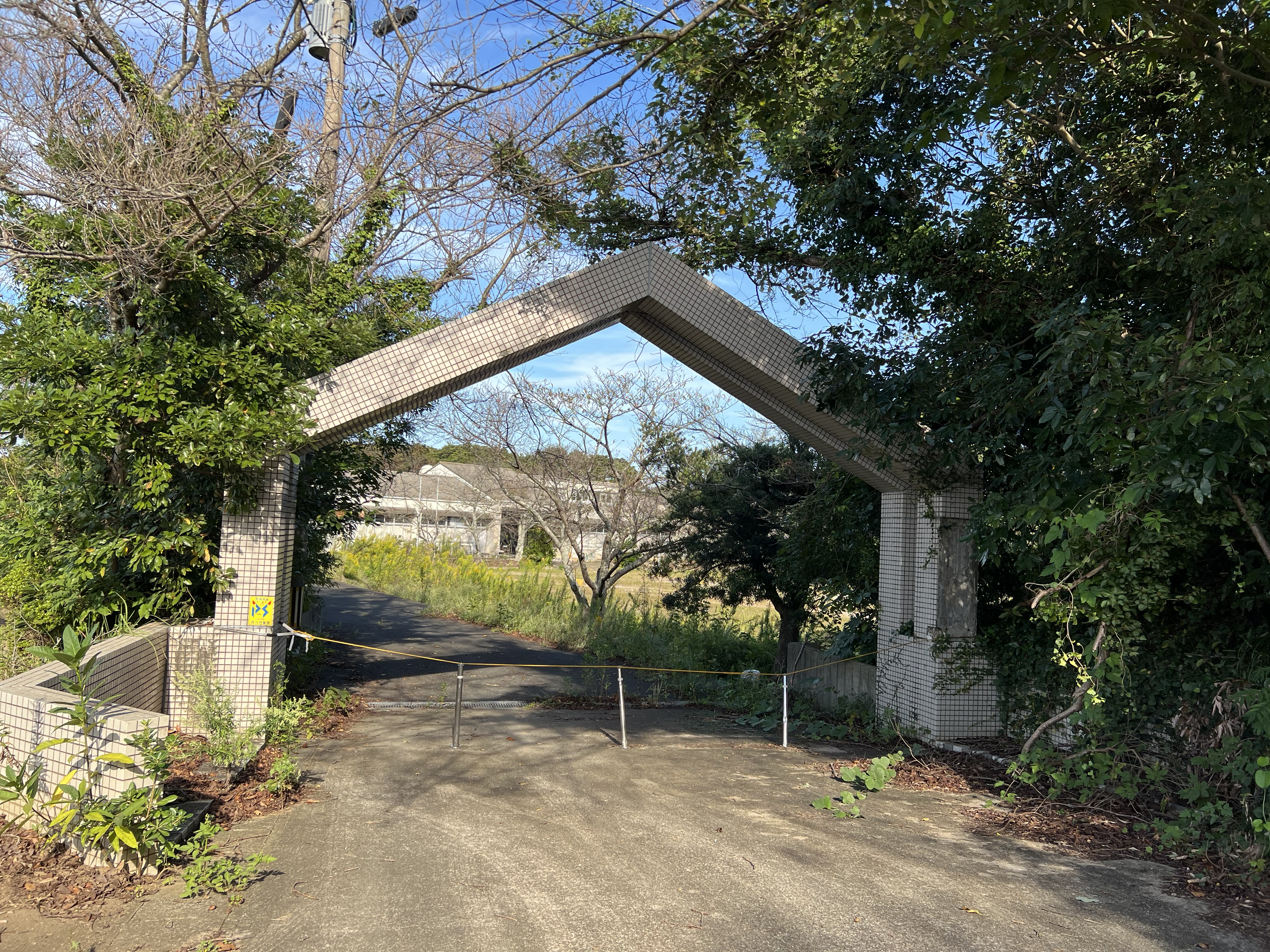
旧・星賀分校跡

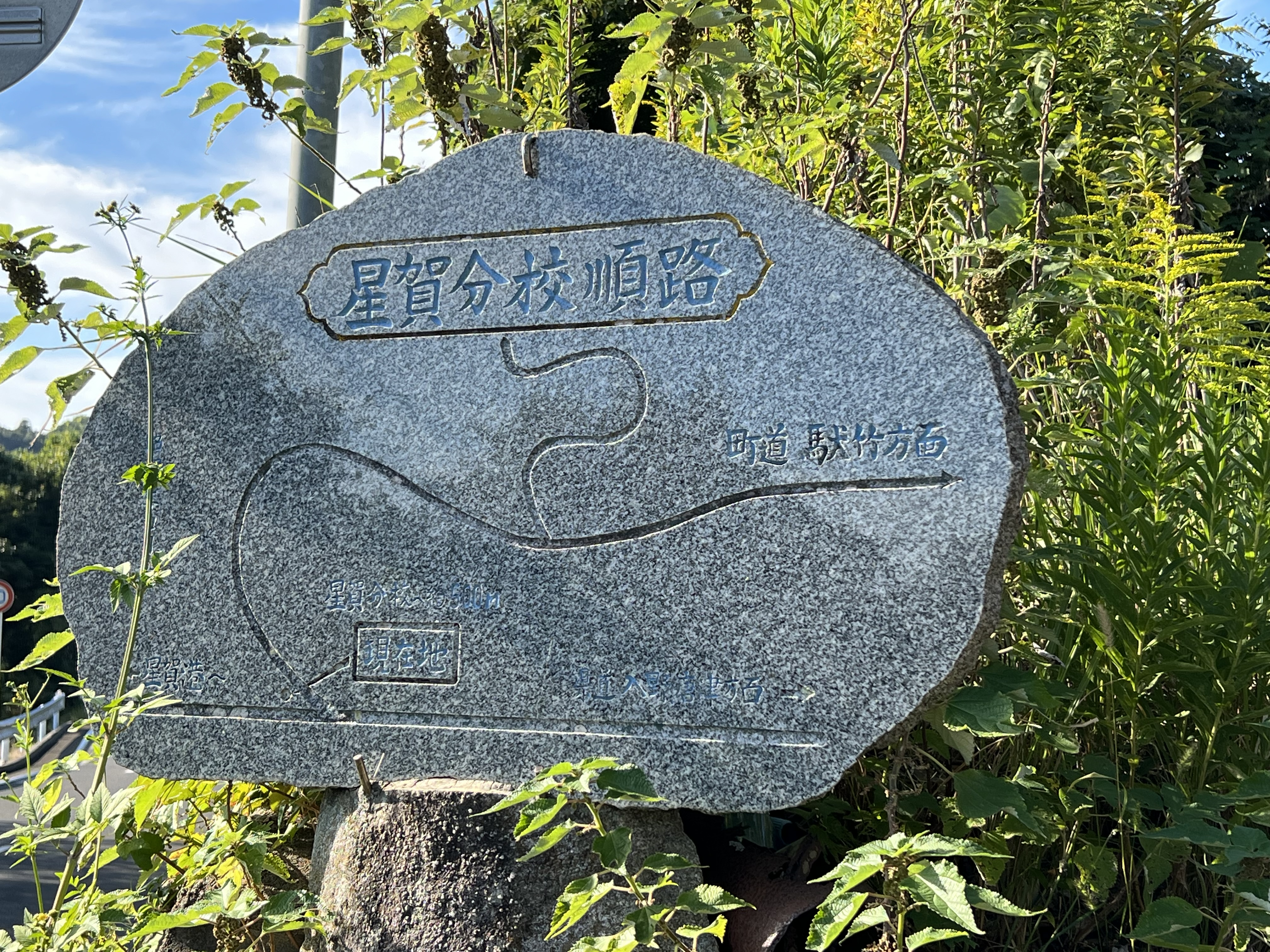
星賀分校の位置を示す標識

- 2005年（平成17年）1月1日 - 肥前町が唐津市に編入され、「唐津市立入野小学校」（現校名）に改称。
- 2008年（平成20年）4月 - 新体育館が完成。
- 2009年（平成21年）8月 - 新校舎（現校舎）が完成。
- 2010年（平成22年）4月1日 - 唐津市立向島小学校を統合の上、向島分校とする。
- 2012年（平成24年）3月31日 - 向島分校を休校とする。
- 2024年（令和6年）
  - 3月23日 - 閉校式を挙行。
  - 3月31日 - 統合により閉校。校舎は新設の肥前小学校校舎として継承される。

## 通学区域
住所表記で唐津市肥前町の後に「入野、犬頭、星賀（ほしか）、梅崎、鶴牧（鶴牧及び大鶴行政区）、向島」の続く地域。

## 進学先中学校
- 唐津市立肥前中学校[2]

## 交通アクセス
最寄りのバス停留所
- 昭和自動車「入野」・「山田前」バス停留所

最寄りの幹線道路
- 佐賀県道217号星賀港線 「肥前市民センター前」交差点
- 佐賀県道317号納所入野線

## 周辺
入野小学校は旧肥前町の中心部に位置している。
- 唐津市役所 肥前市民センター（旧・肥前支所、肥前町役場）
- 肥前町総合運動場・肥前体育館・肥前文化会館
- 唐津市立肥前中学校
- ひぜんこども園
- 入野郵便局
- 唐津警察署 入野警察官駐在所
- 佐賀銀行 肥前町支店
- JAからつ入野支所
- Aコープはぴる肥前店

## 舞台となった作品
- 「にあんちゃん」- 著者の安本末子は入野小学校大鶴分校の出身者。

## 関連事項
- 佐賀県小学校の廃校一覧